# Brookwood (Alabama)
 For alternative betydninger, se Brookwood. (Se også artikler, som begynder med Brookwood)
Brookwood er en by i den vestlige del af delstaten Alabama i USA. Byen har 2.504 (2020) indbyggere og ligger nær byen Tuscaloosa i det amerikanske county Tuscaloosa County.

## Ekstern henvisning
- Wikimedia Commons har flere filer relateret til Brookwood (Alabama)
- Officiel hjemmeside